# Sesto Fiorentino
Sesto Fiorentino – miejscowość i gmina we Włoszech, w regionie Toskania, w prowincji Florencja.
Według danych na rok 2004 gminę zamieszkuje 45 748 osób, 933,6 os./km².
W Sesto Fiorentino urodził się rzeźbiarz Pietro Bernini.

## Miasta partnerskie
- Al-Ujun
- Bagnolet
- Wieliczka